# Pararge juliana
Pararge juliana är en fjärilsart som beskrevs av Zdravko Lorkovic 1928. Pararge juliana ingår i släktet Pararge och familjen praktfjärilar. Inga underarter finns listade i Catalogue of Life.